# Point Fortin
Point Fortin est une ville de Trinité-et-Tobago située sur l'île de Trinité. Elle a le statut de borough.

## Personnalités liées à la commune
- Avery John, footballeur trinidadien, est né à Point Fortin le 18 juin 1975.
- Kenwyne Jones, footballeur trinidadien, est né à Point-Fortin le 5 octobre 1984.
- Randy Samuel, footballeur canadien, est né à Point-Fortin le 23 décembre 1963.